# Heinz Bennent
Pour les articles homonymes, voir Bennent.
Heinz Bennent, né le 18 juillet 1921 à Stolberg (Allemagne) et mort le 12 octobre 2011 à Lausanne (Suisse), est un acteur allemand de cinéma et de théâtre.
Après de nombreux films sous la direction de Hans W. Geißendörfer, un de ses rôles marquants est celui de Lucas Steiner dans Le Dernier Métro de François Truffaut. Il a aussi incarné Sigmund Freud dans Princesse Marie de Benoît Jacquot. 
Il est le père des comédiens Anne et David Bennent, qui tient le rôle principal dans Le Tambour de Volker Schlöndorff, aux côtés de son père et de Charles Aznavour.

## Biographie et carrière

### Théâtre
Son premier engagement a lieu en 1947 au Badisches Staatstheater de Karlsruhe dans Don Carlos de Schiller. 
Après cela, il joue entre autres au Schauspielhaus de Bochum, au Théâtre de Bâle, au Théâtre de Bonn, au Niedersächsische Staatstheater de Hannovre et au Théâtre Thalia de Hambourg (1961-1963). 
Outre ses apparitions théâtrales en France et en Suisse, il joue souvent au Kammerspiele de Munich.

### Cinéma
Dès 1954, Heinz Bennent apparaît régulièrement à la télévision allemande. En 1977, il joue dans L'Œuf du serpent d'Ingmar Bergman qui l'encourage dans ses techniques gestuelles.
Après avoir tenu un rôle secondaire dans Clair de femme de Costa-Gavras (1979) avec Romy Schneider et Yves Montand, il reçoit des offres pour des films français grâce à ses compétences linguistiques. En 1981, il joue dans Le Dernier Métro de François Truffaut (1980) où, aux côtés de Catherine Deneuve et de Gérard Depardieu, il tient le rôle d’un metteur en scène juif qui doit se cacher à Paris durant la Seconde Guerre mondiale ; il est y nommé aux Césars du cinéma.
Il joue ensuite avec les réalisateurs Andrzej Zulawski  dans Possession (1981) avec isabelle Adjani, avec Claude Goretta dans La Mort de Mario Ricci (1983) ou avec Régis Wargnier dans Une femme française (1995). Ces rôles l'ont parfois rendu plus populaire en France qu'en Allemagne[réf. nécessaire]. 
En 1989, il remporte le Deutscher Filmpreis pour le film Im Jahr der Schildkröte d'Ute Wieland.
Dans son dernier rôle au cinéma, en 2004, il incarne Sigmund Freud dans le film Princesse Marie de Benoît Jacquot, avec sa fille Anne et Catherine Deneuve.

### Mariage et descendance
En 1963, Heinz Bennent épouse Paulette Renou, mieux connue sous son nom de scène Diane Mansart, danseuse à l'Opéra de Paris, Sa femme arrête sa carrière après la naissance des enfants Anne Bennent (1963) et David Bennent (1966) et s’investit principalement auprès de sa famille.
Heinz Bennent et ses enfants jouent régulièrement ensemble dans des films ou sur scène. Dans le film Le Tambour de Volker Schlöndorff, d’après le roman de Günter Grass, Heinz Bennent tient le rôle de Greff, David a le rôle principal, Oskar Matzerath. 

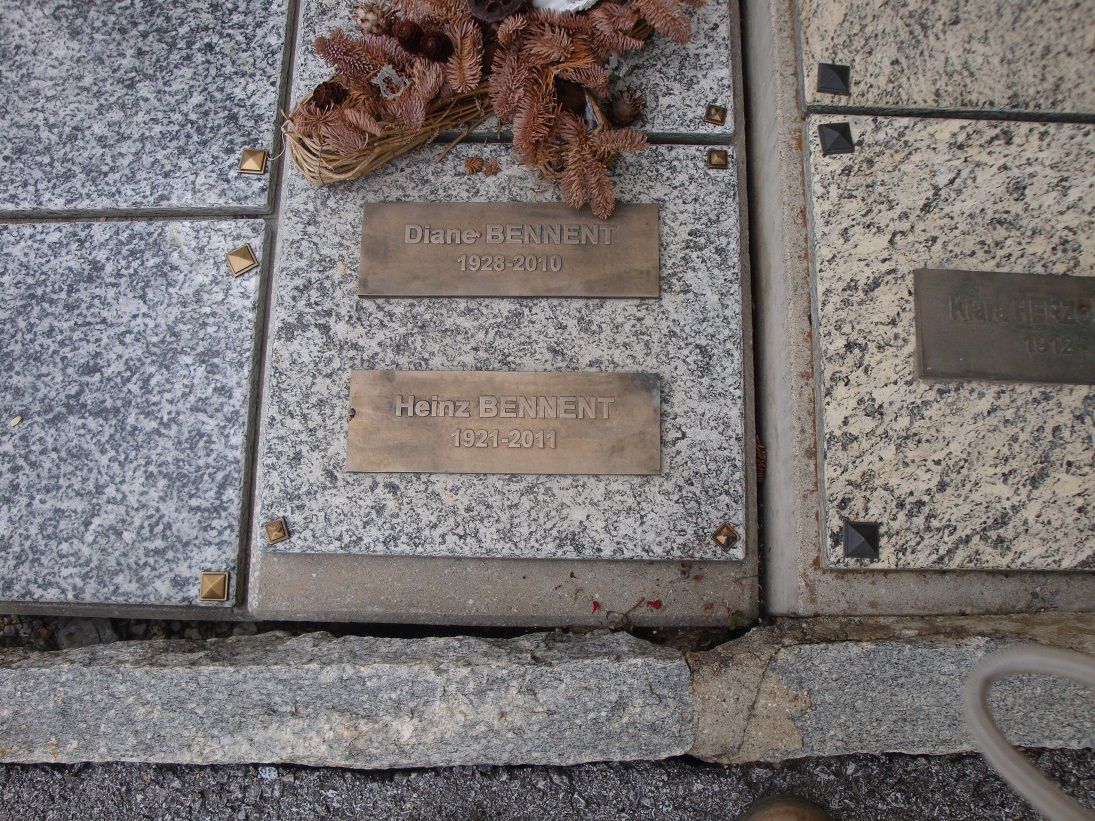
Tombe d'Heinz et Diane Bennent au pied de l'église de Chandolin, Valais (Suisse).

Anne Bennent se produit depuis 1989 comme chanteuse avec le cycle de chansons Pour Maman en Allemagne, en Autriche, en Suisse et en France. 
Une représentation théâtrale exceptionnelle fut la pièce Fin de partie de Samuel Beckett, avec laquelle Heinz et David Bennent font le tour de l’Europe dès 1995.

### Mort et funérailles
Heinz Bennent meurt à Lausanne le 12 octobre 2011, à l'âge de 90 ans. 
Il est inhumé au cimetière de l'église de Chandolin (canton du Valais).

## Filmographie

### Cinéma
- 1959 : Arzt aus leidenschaft de Werner Klingler
- 1960 : Madame Pompadour de Gerhard Freund
- 1967 : Kopfstand Madam ! de Christian Rischert
- 1972 : Les Rendez-vous en forêt d'Alain Fleischer : Akos
- 1974 : Perahim de Hans W. Geißendörfer
- 1974 : Une femme fatale de Jacques Doniol-Valcroze : Moritz Korber
- 1975 : Section spéciale de Costa-Gavras : le major Beumelburg
- 1975 : Eiszeit de Peter Zadek
- 1975 : L'Honneur perdu de Katharina Blum (Die verlorene Ehre der Katharina Blum oder : Wie Gewalt entstehen und wohin sie führen kann) de Volker Schlöndorff et Margarethe von Trotta : Dr. Hubert Blorna
- 1975 : Das Netz (de) de Manfred Purzer
- 1976 : Néa de Nelly Kaplan : Philip Ashby
- 1976 : Ich will leben de Jörg A. Eggers
- 1976 : Le Canard sauvage (Die wildente) de Hans W. Geissendörfer
- 1977 : L'Œuf du serpent d'Ingmar Bergman : Hans Vergerus
- 1978 : L'Allemagne en automne (Deutschland im Herbst) : membre de comité de la télévision
- 1978 : Son of Hitler (de) de Rodney Amateau
- 1978 : La Cible étoilée (Brass Target) de John Hough : Kasten
- 1979 : Le Tambour (Die blechtrommel) de Volker Schlöndorff : Greff
- 1979 : Clair de femme de Costa-Gavras : Georges
- 1980 : Lulu de Walerian Borowczyk : Dr. Schön
- 1980 : Le Dernier Métro de François Truffaut : Lucas Steiner
- 1981 : Possession d'Andrzej Zulawski : Heinrich
- 1982 : Espion, lève-toi d'Yves Boisset : Meyer
- 1982 : Le Lit de Marion Hänsel
- 1982 : L'Amour des femmes de Michel Soutter
- 1983 : Sarah de Maurice Dugowson : Pierre Baranne
- 1983 : La Mort de Mario Ricci de Claude Goretta
- 1985 : Le Transfuge, de Philippe Lefebvre : Heinz Steger
- 1991 : Plaisir d'amour de Nelly Kaplan : Raphaël
- 1995 : Une femme française de Régis Wargnier : Andreas
- 1999 : Jonas et Lila, à demain d'Alain Tanner : Anziano
- 2000 : Kalt ist der Abendhauch de Rainer Kaufmann

### Télévision
- 1973 : Les Parents : Michael
- 1975 : Derrick : épisode Paddenberg : Robert Hofer
- 1976 : Lobster : Franz Borsig
- 1978 : Derrick : épisode Le Père de Lissa (Lissas Vater) : Ludwig Heimer
- 1980 : De la vie des marionnettes : Arthur Brenner
- 1982 : Derrick : épisode Un corps perdu (Nachts in einem fremden Haus) : Dr. Stoll
- 1983 : Derrick : épisode Courrier de nuit (Geheimnisse einer Nacht) : Gustav Vrings
- 1985 : Derrick : épisode La Danseuse (Die Tänzerin) : Dr. Rohner
- 1986 : Le Tiroir secret - Feuilleton en 6 épisodes : André Lemarchand
- 1987 : Gambit (de) téléfilm de Peter F. Bringmann (de) : Feuerbach
- 1994 : Maigret : Maigret et le fantôme d'Hannu Kahakorpi : Gustav Jonker
- 2004 : Princesse Marie de Benoît Jacquot : Sigmund Freud

## Théâtre
- 1985 : John Gabriel Borkman de Henrik Ibsen, mise en scène d'Ingmar Bergman au Théâtre national de l'Odéon
- 1995 : Fin de partie de Samuel Beckett, mise en scène de Joël Jouanneau au Festival d'Avignon